# 延滞料
延滞料（英: late fee, late fine, past due fee）、または延滞料金は、返却期限を過ぎても物が返却されず、または支払期限が過ぎても金員が支払われないときに、延滞者に課される罰金である。金融業・レンタルショップ・図書館と密接に関連している。

## レンタルに関する延滞料
延滞料は、日付毎・点数毎に計算されるのが一般的である。延滞料を課す側は、延滞者が延滞料を支払ってくれるよう、支払われるまで新たなレンタル・貸出を停止することがある。この措置は、延滞料がある一定の額に達した際に行なわれることがしばしばである。
延滞料は腹立たしい物であると広く認識されている。こうした考えに同調する形で、2005年にアメリカの大手レンタルショップのブロックバスターは、利用規約の改定を「延滞料終了のお知らせ (The End of Late Fees)」と称して、宣伝を行なった。2006年、ロジャー・プラスは、ブロックバスターと同じように、映像ソフトについては返却手数料を廃止した。
日本では実施例が極めて少ないが、アメリカ合衆国やイギリスでは図書館における延滞料が一般的である。

## 金員に対する延滞料
延滞料に関する意見として、貧困層は支払期限までに金をそろえることが難しく、必然的に貧困層に課せられているとするものがある。銀行・地主・公共事業者が請求する延滞料がそれに代表される。事業者の中には延滞料を完全に廃止するか、あるいは上限を設けるなどの試みを行なうところもある。
日本では、延滞税・延滞金が設定されており、それぞれ、国税・地方税を延滞したときに課される。